# 梁翰 (天順進士)
梁翰（1433年—？），字宗文，陝西臨洮府狄道縣人，明朝政治人物。進士出身。

## 生平
陝西鄉試第十三名。天順八年（1464年）甲申科會試第二百四十六名，殿試登進士第三甲第一百三十二名。

## 家族
曾祖梁衡。祖父梁庸。父亲梁才。